# Patricio Barroche
Patricio David Gómez Barroche, (Buenos Aires, Argentina. 20 de marzo de 1981) es un ex futbolista que jugaba como delantero en Lobos BUAP del Ascenso MX.

## Trayectoria
Se formó en las inferiores del Club Atlético Platense de Argentina, desde 1994. Inició como profesional en el Defensores de Belgrano, de 2000 a 2003, y luego volvió al Platense, de 2004 a 2005, ambos equipos del Nacional B, la segunda categoría del fútbol argentino. Tuvo un rápido paso por el Almirante Brown de su país donde destacó como delantero de gran talento y buena capacidad goleadora, que sabe llegar al gol desde los rincones menos esperados, definidor dentro del área y proporcionado con un gran remate de cabeza. 
En junio del año 2005 llegó al CD Vista Hermosa, su primer equipo en El Salvador, para disputar el Torneo Apertura 2005, donde logró su primer título en el país centroamericano. Dejó a los "correcaminos" para el Torneo Apertura 2007, cuando fichó con el Club Deportivo Luis Ángel Firpo.
En su primer torneo con los "ultralempinos", contribuyó con goles importantes a lo largo del campeonato regular y en la semifinal del Torneo Apertura 2007 de El Salvador, logrando así alcanzar una eventual final que L.A. Firpo jugó contra CD FAS, anotó un gol de tiro libre al minuto 40' del primer tiempo, ganando la corona con el equipo "pampero" en los tiros de penaltis. Tras ello disputó el Torneo Clausura 2008, alcanzando una nueva final venciendo se nuevo a los "tigrillos" de CD FAS logrando el bicampeonato,  significando así su tercer título salvadoreño dentro de su palmarés personal.
Tras el éxito logrado en El Salvador, emigró al Club Sport Herediano de fútbol de Costa Rica, donde disputó cuatro temporadas en la liga costarrricense logrando un subcampeonato en el Torneo Verano 2009 con el equipo "rojiamarillo".
Para el Torneo Apertura 2010 es contratado por el C.D. Águila, de El Salvador, donde solo permaneció dos torneo con el equipo "emplumado" en el cual logró disputar una semifinal, En junio de 2011 fue anunciado como fichaje del Club Celaya de la Liga de Ascenso MX del fútbol en México donde milita actualmente. debido a sus buenas actuaciones últimamente, pasa al equipo de Lobos.

## Clubes
| Club                   | País        | Año         |
| ---------------------- | ----------- | ----------- |
| Defensores de Belgrano | Argentina   | 2000-2003   |
| Platense               | Argentina   | 2003-2005   |
| Almirante Brown        | Argentina   | 2005        |
| Vista Hermosa          | El Salvador | 2005–2007   |
| Luis Ángel Firpo       | El Salvador | 2007-2009   |
| Herediano              | Costa Rica  | 2009-2010   |
| C.D Águila             | El Salvador | 2010-2011   |
| Celaya                 | México      | 2011 - 2015 |
| Lobos BUAP             | México      | 2015        |